# メルフェルデン＝ヴァルドルフ
メルフェルデン＝ヴァルドルフ (ドイツ語: Mörfelden-Walldorf, ドイツ語発音: [mœrˈfɛld̩n ˈvaldɔrf]) は、ドイツ連邦共和国ヘッセン州グロース＝ゲーラウ郡に属す市である。人口 34,000人を超え、リュッセルスハイム・アム・マインに次いで同郡で2番目に大きな街である。

## 地理

### 位置
メルフェルデン＝ヴァルドルフは、ライン＝マイン地方のマイン川下流盆地に位置する。ヘッセン州南部のフランクフルト・アム・マイン、ダルムシュタット、ヴィースバーデンの大都市トライアングル内にあり、フランクフルト空港の南側にあたる。北部のヴァルドルフ区の中心と南部のメルフェルデン区の中心は約 3.8 km 離れている。両市区の間には種苗栽培園と総合学校があるだけの空き地が約 1.5 km ある。広大なメンヒブルーフ自然保護地区の多くの部分が市の西部にある。メルフェルデンの東、アウトバーンA5号線沿いのオーバーヴァルベルク (145 m) は旧塵芥処理場のあった場所で、グロース＝ゲーラウ郡の最高地点にあたる。

### 隣接する市町村
メルフェルデン＝ヴァルドルフは、北は郡独立市のフランクフルト・アム・マインおよびノイ＝イーゼンブルク（オッフェンバッハ郡）、東はランゲンおよびエーゲルスバッハ（ともにオッフェンバッハ郡）、南はエルツハウゼン、ヴァイターシュタット（ともにダルムシュタット＝ディーブルク郡）およびビュッテルボルン（グロース＝ゲーラウ郡）、西はグロース＝ゲーラウ、ナウハイムおよびリュッセルスハイム・アム・マイン（いずれもグロース＝ゲーラウ郡）と境を接している。

### 市の構成
メルフェルデン＝ヴァルドルフは、メルフェルデンおよびヴァルドルフの2つの市区からなる。かつてはヴァルドルフの北東にグントハイムという村があった。

## 歴史

### メルフェルデン
メルフェルデンは、ロルシュ・コデックス中830年から850年までの間にMersenualt という表記で記録されており、フランク王国領に属した。メルフェルデンは、時代とともに史料中に以下の表記で記録されている: 1016年 Mersfelt、13世紀から14世紀 Mersevelt、1413年 Merßfeldt、1550年 Merffeld、1573年 Mehrfelden、1614以降現在の Mörfelden。メルフェルデンの教会は、1304年にはすでに「グントホールに支教会をもつ教区教会」となっていた。
メルフェルデン周辺は、中世には「ヴィルトバン・ドライアイヒ」と呼ばれる狩猟場の一部をなす広い森林地域であった。この狩猟場と帝国との関係は狩猟場法で規定されていた。これは1338年に皇帝ルートヴィヒ・フォン・バイエルンがランゲンのマイゲリヒトで制定したものである。この中でこの村はいわゆる30ヴィルトフーベン（森の村）のひとつ Mersevelt として記載されている。
この村は交易路沿いの交通の便がよい場所にあったことから、15世紀には税関が設けられるなど交易・交通の要衝に発展した。三十年戦争がこの発展を妨げた。この村は何度も掠奪され、荒廃した。その後、ペストがこの町を襲い、1648年に戦争が終わったときには、栄えていた交易地は跡形もなくなっていた。人口が約500人に達したのはそれから何世紀も経ってからであった。18世紀末にメルフェルデンの人口はやっと約900人にまで回復した。
1600年にメルフェルデンはヘッセン＝ダルムシュタット方伯領となり、1806年からはヘッセン大公国領に属した。行政上、この町は1820年までアムト・ケルスターバッハに属した。このアムトは1816年からはヘッセン大公国のプロヴィンツ・シュタルケンブルクに属した。1821年に大公国にラントラーツベツィルク制が導入され、メルフェルデンはラントラーツベツィルク・ドルンベルクの一部となった。1832年にさらに組織変更がなされ、クライス（郡）が設けられた。これによりメルフェルデンは、グロース＝ゲーラウ郡に組み込まれた。大公国のプロヴィンツ、郡、ラントラーツベツィルクは1848年7月31日に廃止され、レギールングスベツィルクに改組されたが、1852年5月12日に元に戻された。この1848年から1852年までの間、メルフェルデンはレギールングスベツィルク・ダルムシュタットに属した。その後、今日に至るまでの行政改革のいずれにおいてもこの町の所属は変わっていない。
19世紀にこの町は、ベッドタウンとして発展した。1920年代にメルフェルデンは労働者運動の牙城となった。こうした発展は1930年代のナチ党の権力掌握によって終結した。
第二次世界大戦後、1948年の通貨改革によりメルフェルデンは便利な住宅地となった。初めは被追放者や難民の受け容れによって、その後は継続的な人口流入によって急速な人口増加が起こった。これは21世紀に入るまで続いた。
この町は、1968年3月18日にヘッセン内務大臣により市に昇格した。

### ヴァルドルフ

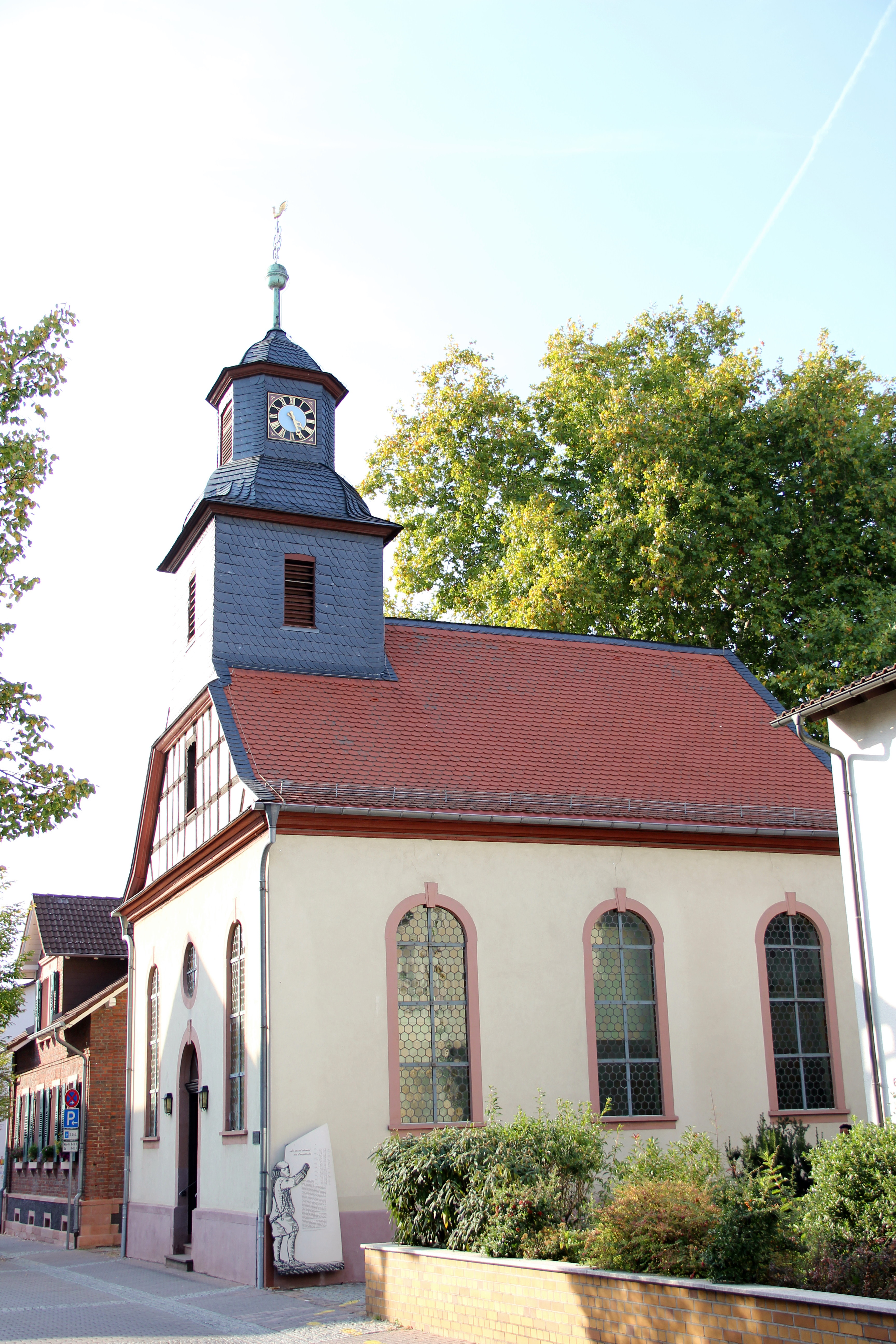
ワルドー派の教会

ヴァルドルフは、1699年に「Waldenserkolonie am Gundhof」（グルントホーフのワルドー派コロニー）として14家族によって建設された。これについては、ヘッセン＝ダルムシュタット方伯エルンスト＝ルートヴィヒが、「三十年戦争で住む者が大幅に減少した土地にヴァルド派（プロテスタントのフランス人難民）を受け容れる」と説明している。この町は1715年から現在の名前になっている。行政上の変遷は上記メルフェルデンを参照のこと。
長年にわたる経済的苦境の後、フランクフルト、オランダ、イギリス、スイスの改革派組織からの寄附に助けられ、1804/05年にヴァルドルフに教会が建設された。ドイツ語の浸透は徐々にしか進行しなかったが、1815年には神事でフランス語が使われなくなった。
その後、1879年に鉄道フランクフルト - マンハイム線が営業を開始すると、この町はそれまでの農村からベッドタウンに変貌していった。しかし、継続的な移住による発展は、両世界大戦によって阻まれた。
1935年ごろから1944年まで、ヴァルドルフには強制収容所ヴァルドルフ分所があった。1944年にユダヤ人の男女1,700人がハンガリーから強制的に送致され、フランクフルト空港で滑走路の拡張・修繕工事に従事させられた。こうした過去の一場面は初め忘れ去られていたが、1972年に興味を持った3人の若者が再発見した。このできごとは2003年の映画「ロルバーン」（直訳すると「滑走路」）のテーマとしても扱われた。2000年にかつての強制収容所ヴァルドルフ分所跡に記念碑が建立され、歴史学習路の出発点となっている。この記念碑は、この収容所で生き延びた女性の臨席の下、作家ペーター・ヘルトリングの協力によって除幕された。
第二次世界大戦後、多くの被追放者や難民を受け容れたことで多くの問題が生じたものの、小都市へ発展していった。
この町は、1962年にヘッセン州議会の議決によって市に昇格した。

### メルフェルデン＝ヴァルドルフ
メルフェルデン＝ヴァルドルフ市は、フランクフルト・アム・マイン市からの合併要求の圧力のもと、1977年1月1日にヘッセン州の地域再編に伴ってそれまで独立した市であったメルフェルデンとヴァルドルフとが法に従って合併して成立した。この街は1年間ヴァルトフェルデンと称していたが、新たに発足した市の委員会が州行政当局に働きかけ、1978年1月1日にメルフェルデン＝ヴァルドルフと改名した。

## 行政

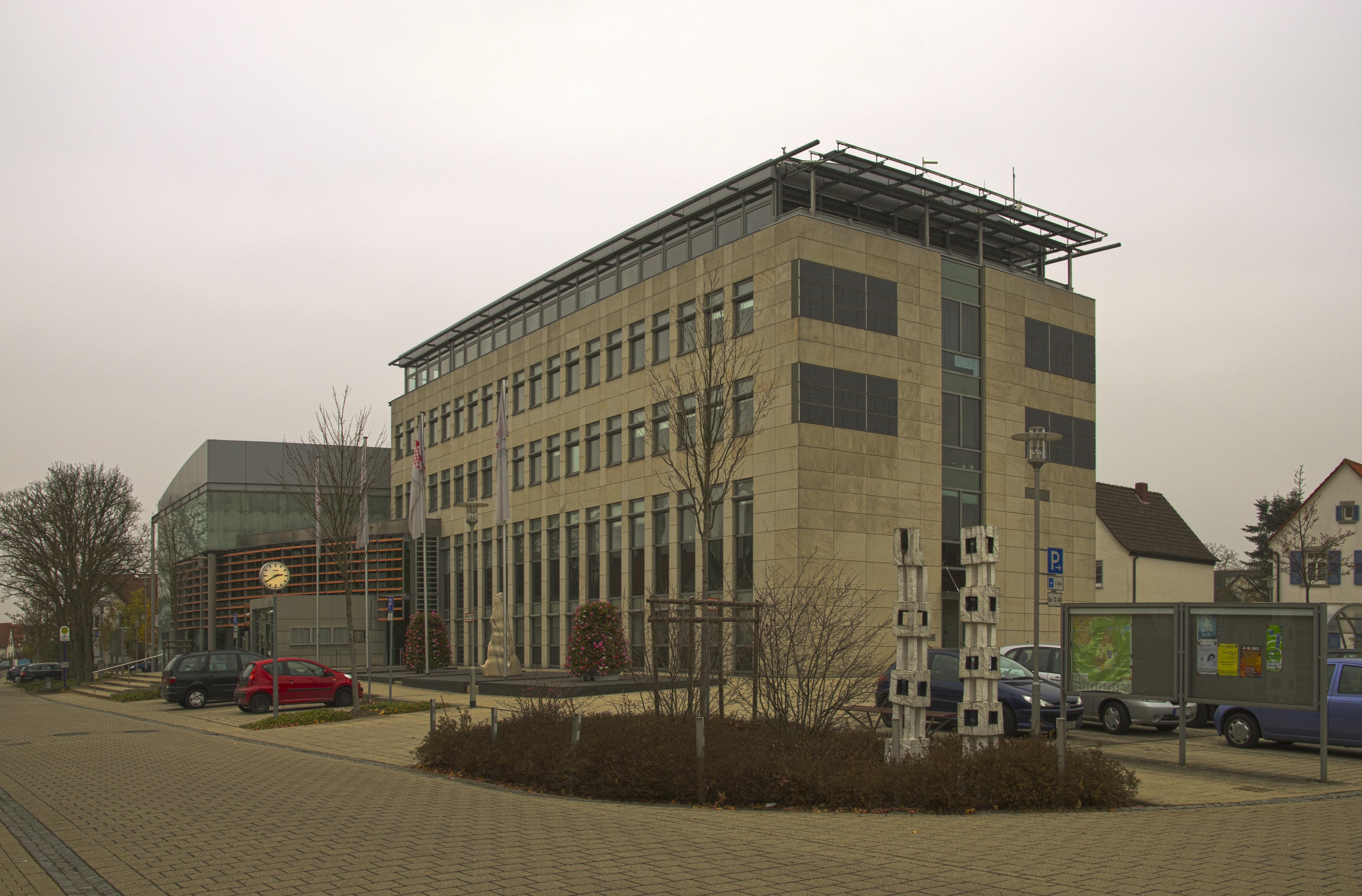
ヴァルドルフにある市庁舎

メルフェルデン＝ヴァルドルフは、伝統的に労働党が強い土地であった。1933年以前、当時独立した町村であった現在の両市区は、ドイツ共産党の牙城であった。NSDAPは長い間メルフェルデンに地盤を築くことができなかった。

### 議会
メルフェルデン＝ヴァルドルフの市議会は、45議席からなる。
2006年3月26日の議会選挙でSPDは、第1党の地位を失った。議席を伸ばしたのは、1970年代から町議会に参画したDKPであった。しかし、反対派は赤・緑連携（ドイツ社会民主党と緑の党との連携）を成立させた。フランクフルト空港の西滑走路に対する反対運動以降、緑の党はメルフェルデン＝ヴァルドルフに地盤を築いている。

### 首長
市長は、2007年からSPDの政治家ハインツ＝ペーター・ベッカーが務めている。

### 姉妹都市
メルフェルデン＝ヴァルドルフは、以下の3つの自治体と姉妹自治体となっている。
- ヴィトロル（フランス、ブーシュ＝デュ＝ローヌ県）1984年
- ヴァーヘニンゲン（オランダ、ヘルダーラント州）1985年
- トッレ・ペッリチェ（イタリア、ピエモンテ州）1999年

## 文化と見所

### 博物館
- メルフェルデンの郷土博物館[11]
- ヴァルドルフの郷土博物館[12]

- メルフェルデンの郷土博物館
- ヴァルドルフの郷土博物館

### 見所
- 1751年建造の歴史的な旅館「金のリンゴ館」、ランクガッセ
- メルフェルデンの旧市庁舎。全景は "Erzählstein" の泉
- 1693年建造の旧鍛冶屋、ヒンターガッセ
- メルフェルデンの木組み建築
- 泉と木組み建築
- プロテスタント教会
- メルフェルデンの水道塔、フランクフルター通り
- メンヒブルッフの狩猟館

### 祭
- メルフェラー・ケルプ（聖ガルスの日）
- ヴァルドルファー・ケルプ
- ヴァルドルフのカーニバル協会「1.CCW ディー・ブッシュシュパッツェン」のパーティー
- メルフェルデンのカーニバル協会「ディー・ザントハーゼン」e.V. の女性パーティー
- 「サウンド・オブ・ファッシング」（カーニバルの音楽祭）
- ファッシングディスコ「ルンメル・イム・ジュンゲル」
- 「MöWa - Rockt」
- 「ゾンマーフレー」
- グルントホーフの歴史祭
- ジャム祭
- ジャズフェスト
- 「ブルース・ミーツ・カリビーク」
- 旧市街祭（不定期）
- 「ルント・ウム・ディー・ケルシュ」（プロテスタント教会組織の祭）
- ケーゲルクラブ・オリンピア・メルフェルデンのダレスのグリル祭
- ヴァルドルフの釣り祭
- メルフェラー射撃祭
- シュネプフェンゼーのヒュッテ祭
- ヴァルドルフのギッケル祭
- メルフェルデンのヒンケル祭
- ワイン祭
- 4月23日の国際子供祭

### サークル、クラブ
- TTCメルフェルデンはかつて長い間ドイツでトップクラスの卓球クラブであった。1950年代には、1954/55年、1955/56年、1956/57年、1959/60年シーズンの計4回ドイツチャンピオンになっている。卓球ブンデスリーガの創設メンバーのひとつであり、1966年から69年まで、および1971年から1981年まで、ブンデスリーガに所属していた。
- トゥルンゲゼルシャフト・ヴァルドルフ 1896 e.V（TGS ヴァルドルフ）は、4,000人以上の会員を擁しており、数多くのスポーツ種目がある。TGS ヴァルドルフの合気道部門は、1972年にアルフレート・ハイマンによって設立された。フィットネス・スタジオはこのクラブで最大の1,000人以上の会員がおり、2007年にスペースが拡張された。この他に、ハンドボール、ファウストボール、射撃競技、アーチェリー、陸上競技、ウィンタースポーツとインラインスケート、ハイキング、クライミング、スカート、テニス、ダンス（スタンダードおよびラテン）、柔道、徒手体操および健康体操、レジャースポーツ、フラッグフットボール、ジャズダンスおよびモダンダンス、カントリー・アンド・ウェスタン・ダンス、縄跳び、器械体操などの部門がある。
- SV ロート＝ヴァイス・ヴァルドルフは1914年に設立された多彩なスポーツのクラブで、卓球、ケーゲル、体操、音楽といった部門がある。
- シュポルト・ウント・クルツゥールフェライン (SKV) メルフェルデン（スポーツおよび文化サークル）には、合気道、アコーディオン、バドミントン、吹奏楽、民謡、サッカー、合唱、体操、ハンドボール、ヘルツシュポルト（心臓病のリハビリ運動）、柔道、ケーゲル、陸上競技、自転車競技、ダンス、テニス、バレーボール、ウォータースポーツ、ウィンタースポーツの部門がある。
- SKG ヴァルドルフ 1888 e.V.: サッカー、卓球、バドミントン、バーンゴルフ、射撃、合唱、バレーボール、体操、スポールブール、カーニバル、クリケット、トライアスロン（チーム・メヴァトロン）
- SC キッカーズ 1966 e.V. メルフェルデン: サッカー（女子サッカー）
- 射撃クラブ・テル＝メルフェルデン

### 広域文化遊歩道「ユグノー派とワルドー派の径」
広域文化遊歩道「ユグノー派とヴァルド派の径」は、フランスのル・ポエ＝ラヴァルおよびイタリアのトリノからメルフェルデン＝ヴァルドルフを経て、ヘッセン州北部のバート・カールスハーフェンまで延びている。全1,800 km のうち、9 km がオーバーヴァルトゼー（メルフェルデンの東に位置する湖）沿いおよびヴァルドルフを通っている。オーバーヴァルトゼーおよびシュネプフェンゼー沿いには、信仰と教団、中世の信徒活動と亡命、異国への到着といったテーマの解説板によってワルドー派の歴史が紹介されている。

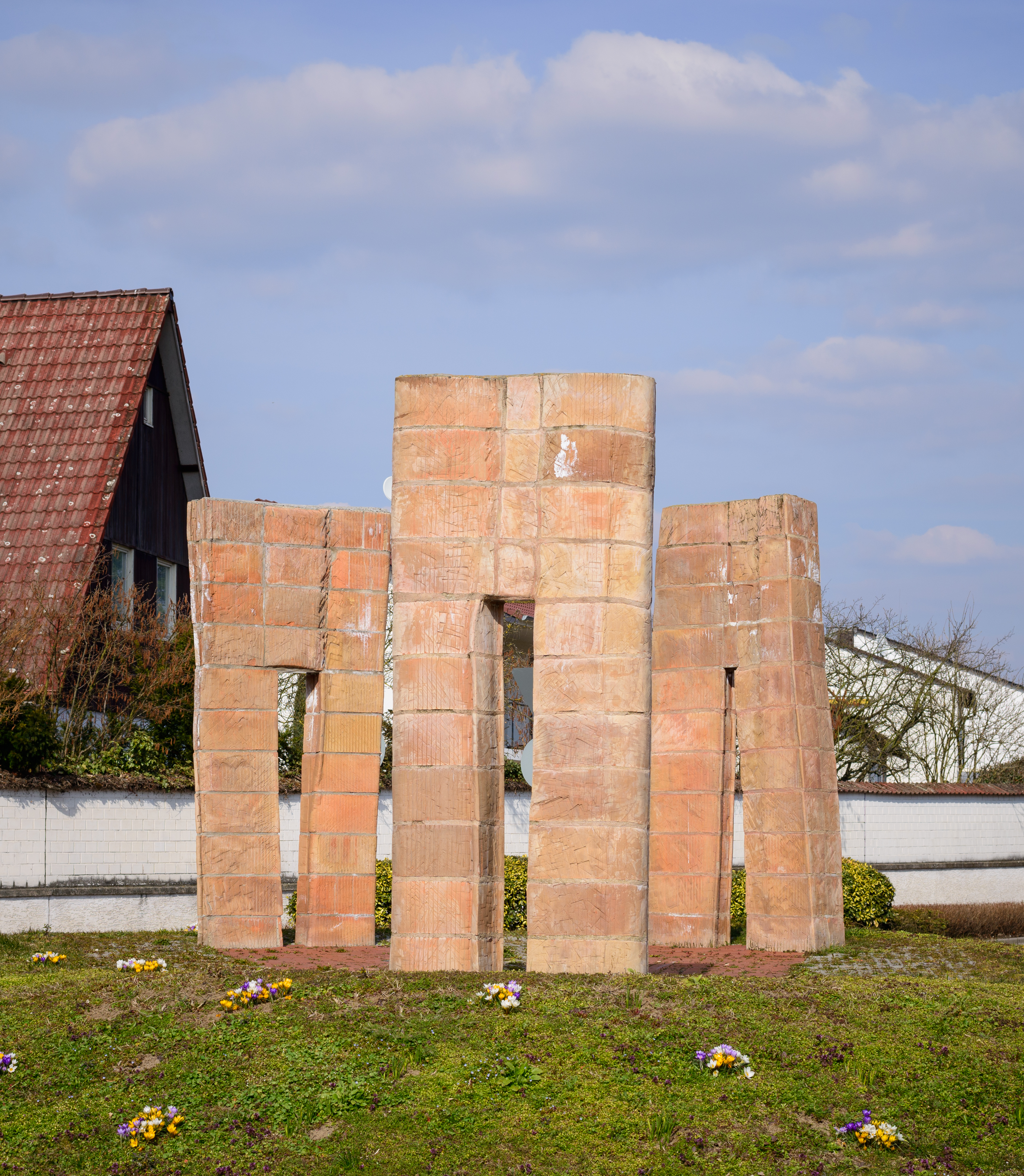
ジーグリット・ジーゲレ作 "Drei Hohe Tore"（3つの高い門）

### 公共スペースの芸術
メルフェルデン＝ヴァルドルフ市では、人口あたりにすると驚くべき数の芸術作品が公共スペースに展示されている。人口あたりのその数は連邦平均を遙かに上回る。その背景と起源は、ヴァルドルフの芸術家オットー・シャフナーが1998年に創設し、毎年開催される芸術コンクール「公園の彫刻」に求めることができる。後に彼は、他の芸術家と共同でコムナーレ・ギャラリー・メルフェルデン＝ヴァルドルフを開設した。このコムナーレ・ギャラリーは、現代芸術の展示の他に、毎年夏に「公園の彫刻」を主催している。成功して名声を得ている芸術家の中にも、かつてここに出展した人もいる。たとえば、E.R.ネーレ、ヴェーレ・レーム、オットマール・ヘルルなどである。「公園の彫刻」は、地域を越えて有名なイベントに成長した。市の公共スペースに展示されている作品の多くは、アーティストからの貸与であったり、「公園の彫刻」との関連で市が手に入れたものである。
- "Drei Tänzerinnen"（3人の踊る女）
- "For ballett"（バレエのための）
- "Gegen den Strich"（毛並みに逆らう）
- "Huckepack"（背に）
- "K"
- "Lauscher"（耳またはスパイ）
- "Stier"（雄牛）
- "Waldenserbrunnen"（ワルドー派の泉）

## 人物

### 出身者
- ザンドラ・シュミット（1981年 - ）：女子フリースタイルスキー選手。1999年フリースタイルスキー世界選手権女子デュアルモーグル金メダリスト。

### ゆかりの人物
- ベルント・ローゼマイヤー（1909年–1938年）：レーシングドライバー。この近くのアウトバーンで事故死した。
- ペーター・ヘルトリング（英語版）（1933年–2017年）：作家。生前、住民であった。
- エミリアナ・トリーニ（1977年–）：アイスランドの歌手。一時期、住民であった。
- ケヴィン・ペッツォーニ（1989年–）：サッカー選手。ロート＝ヴァイス・ヴァルドルフに所属していた。